# Fågeltoppsbrosklav
Fågeltoppsbrosklav (Ramalina polymorpha) är en lavart som först beskrevs av Lilj., och fick sitt nu gällande namn av Erik Acharius. Fågeltoppsbrosklav ingår i släktet Ramalina och familjen Ramalinaceae.  Arten är reproducerande i Sverige. Inga underarter finns listade i Catalogue of Life.